# Tornus galaensis
Tornus galaensis är en snäckart. Tornus galaensis ingår i släktet Tornus och familjen Tornidae. Inga underarter finns listade i Catalogue of Life.